# STS-37
STS-37 (englisch Space Transportation System) ist eine Missionsbezeichnung für das US-amerikanische Space Shuttle Atlantis (OV-104) der NASA. Der Start erfolgte am 5. April 1991. Es war die 39. Space-Shuttle-Mission und der achte Flug der Raumfähre Atlantis. Hauptaufgabe dieser Mission war es, das Compton-Gammastrahlenobservatorium (CGRO) auszusetzen.

## Mannschaft
- Steven Nagel (3. Raumflug), Kommandant
- Kenneth Cameron (1. Raumflug), Pilot
- Jerry Ross (3. Raumflug), Missionsspezialist
- Jerome Apt (1. Raumflug), Missionsspezialist
- Linda Godwin (1. Raumflug), Missionsspezialistin

## Missionsüberblick
Der Start war für den 5. April 1991 um 14:18 UTC geplant. Er wurde durch leichte Bewölkung wenige Minuten verzögert und erfolgte um 14:22:45 UTC. Das Startgewicht betrug 116.040 kg.
Die wichtigste Nutzlast, das Gammastrahlenobservatorium CGRO, wurde am dritten Flugtag ausgesetzt. Es ist das zweite der vier großen Observatorien der NASA. Das Hubble Space Telescope, gestartet mit der Mission STS-31 im April 1990, war das erste. CGRO sollte zwei Jahre lang hochenergetische Gammastrahlen-Ausstöße am Himmel beobachten, die die Erdatmosphäre nicht durchdringen können. Mit über 15 Tonnen war er der schwerste Satellit, der in niederem Orbit von einem Space Shuttle ausgesetzt wurde. Auch war er der erste Satellit, der von einem Shuttle nachgetankt werden konnte. Nach fünf Monaten im All wurde das zuvor nur „Gamma Ray Observatory“ genannte Teleskop in „Compton Gamma Ray Observatory“ umbenannt, zu Ehren des Nobelpreisträgers Arthur Holly Compton, der wichtige Arbeiten auf dem Gebiet der Gammastrahlung geleistet hatte. Das CGRO bestand aus dem Burst and Transient Source Experiment (BATSE), dem Imaging Compton Telescope (COMPTEL), dem Energetic Gamma Ray Experiment Telescope (EGRET) und dem Oriented Scintillation Spectrometer Experiment (OSSE).
Trotz wiederholter Versuche, die Antenne des CGRO durch die Bodenkontrolle des Goddard Space Flight Center in Greenbelt (Maryland) zu aktivieren, blieb der Erfolg aus. Deshalb führten die beiden Astronauten Jerry Ross und Jay Apt, die für diese außerplanmäßige Aktion trainiert waren, einen Weltraumausstieg (EVA) durch, der nicht im Flugplan stand. Bereits nach 17 Minuten konnten sie die Antenne manuell aktivieren. Es war der erste außerplanmäßige Ausstieg seit der STS-51-D-Mission im April 1985.
Am folgenden Tag, dem 8. April, führten Ross und Apt eine geplante EVA, die erste seit STS-61-B im November 1985, durch. Dabei wurden Fortbewegungsmethoden für die Crew und die Ausrüstung getestet, um auf die Wartung der geplanten Station Freedom vorbereitet zu sein (Crew and Equipment Translation Aids, kurz CETA). Eines der Experimente überprüfte manuelle, mechanische und elektrische Methoden, Material entlang der Außenseite langer Strukturen im Weltraum zu bewegen. Obwohl alle drei Methoden funktionierten, meldeten die Astronauten, dass manuelles Schieben am besten funktionieren würde. Beide EVAs dauerten zusammen zehn Stunden 49 Minuten.
Das „Space Station Heat Pipe Advanced Radiator Experiment (SHARE II)“ formte zuerst Bläschen in seinen Plexiglas-Röhrchen, was auch beim ersten SHARE-Experiment während der Mission STS-29 bereits ein Problem gewesen war. Dies konnte aber in weiterer Folge unterbunden werden. SHARE II enthielt ein neues Verteilersystem zur Heizung der zukünftigen Raumstation. Weiterhin befand sich das „Bioserve Instrumentation Technology Associates Materials Dispersion Apparatus (BIMDA)“ an Bord, das den kommerziellen Nutzen von Experimenten im Bereich der Biomedizin, Herstellungsprozesse und Flüssigkeits-Wissenschaften erforschte. Daneben wurde das „Protein Crystal Growth“-Experiment durchgeführt, das bereits acht Mal in anderer Form im All gewesen war. Pilot Kenneth Cameron war der Hauptnutzer des „Shuttle Amateur Radio Experiment (SAREX)“, auch die anderen fünf Crewmitglieder nahmen als Funkamateure daran teil.
Die Landung erfolgte am 11. April 1991 um 13:55 UTC auf der Landebahn 33 der Edwards Air Force Base in Kalifornien. Sie war eigentlich einen Tag früher geplant, war aber wegen ungünstigen Wetters verschoben worden. Das Landegewicht betrug 86.227 kg. Aufgrund von unzureichend berücksichtigten Scherwinden in großer Höhe sowie einer zu zögerlichen Korrektur einer Kursabweichung setzte Atlantis knapp 200 m vor Beginn der Landebahn auf. Auf dem ausgetrockneten Salzsee in Edwards war dies unproblematisch, anders als bei einer Landung beim Kennedy Space Center in Florida. 
Der Orbiter kehrte am 18. April in das Kennedy Space Center zurück.